# Marc Coma
Marc Coma, född 7 oktober 1976 i Barcelona, är en motorcyklist ifrån Spanien som vunnit Dakarrallyt.